# 1066

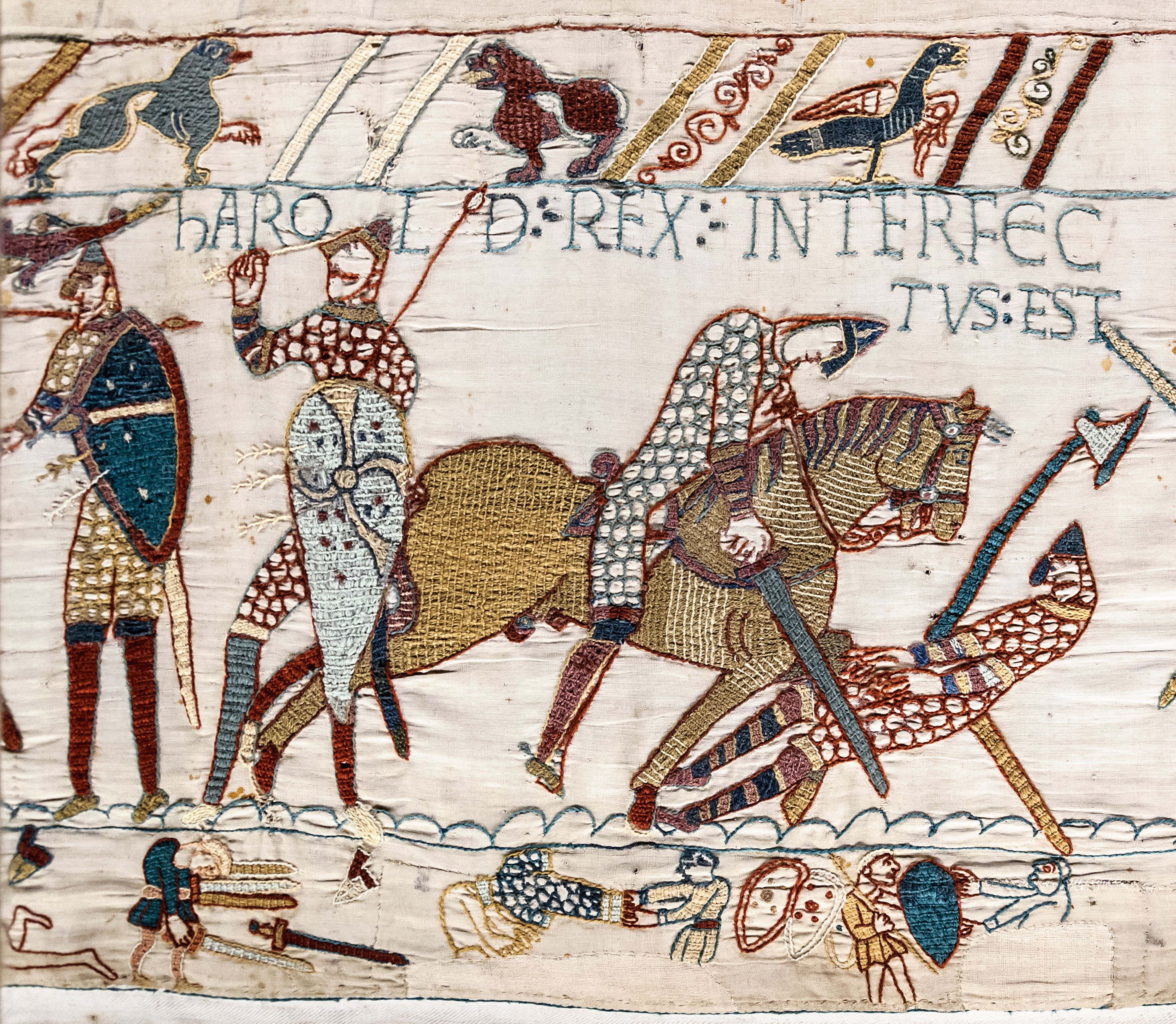
Tapijt van Bayeux: Koning Harold sneuvelt in de slag bij Hastings

Het jaar 1066 is het 66e jaar in de 11e eeuw volgens de christelijke jaartelling.

## Gebeurtenissen
januari
- 4 - Koning Eduard de Belijder overlijdt kinderloos. Harold Godwinson, graaf van Wessex, Harald III, koning van Noorwegen en Willem de Veroveraar, hertog van Normandië beweren allen de rechtmatige opvolger van Eduard te zijn.
- 5 - De Witan roepen Harold tot koning uit. Hij wordt gekroond in Westminster Abbey

april
- april - De komeet Halley wordt gezien, en beschouwd als een (ongunstig) voorteken.

augustus
- 27 - Prins-bisschop Theoduinus van Luik verleent een charter van vrijheden aan de burgers van Hoei. Het zijn de eerste stadsrechten in West-Europa.

september
- 20 - Slag bij Fulford: Harald, gesteund door Harolds broer Tostig, verslaat Edward van Mercia en Morcar van Northumbria.
- 25 - Slag bij Stamford Bridge: Harold verslaat Harald en Tostig.
- 28 - Willem landt op de kust van Engeland bij Pevensey.

oktober
- 14 - Slag bij Hastings: Willem verslaat Harold.
- oktober - De Witan kiezen Edgar Ætheling tot koning.
- Willem rukt op naar Londen om de troon op te eisen, maar wordt door de bevolking tegengehouden bij London Bridge.

december
- december - De nog ongekroonde Edgar geeft zich over aan Willem.
- 25 - Willem wordt in Westminster Abbey tot koning van Engeland gekroond.
- 30 - Bloedbad van Granada: Jozef ibn Naghrela, de Joodse vizier van de Ziriden en vele andere joden in Granada worden vermoord. Eerste pogrom in Europa.

zonder datum
- Na de dood van Stenkil maken zowel zijn zoon Erik VII als Erik VIII aanspraak op de kroon, en ze bestrijden elkaar.
- Rogier van Henegouwen wordt bisschop van Châlons-en-Champagne.
- Hendrik IV van Duitsland trouwt met Bertha van Savoye.
- Voor het eerst genoemd: Alken, Ezemaal, Hoeselt, Izegem, Marke, Šibenik, Vlamertinge

## Opvolging
- Bretagne - Conan II opgevolgd door zijn zus Havise
- Champagne en Meaux - Odo II opgevolgd door zijn oom Theobald III van Blois
- Engeland - Eduard de Belijder opgevolgd door Harold II (Harold Godwinson), op zijn beurt opgevolgd door Edgar Ætheling (ongekroond), op zijn beurt opgevolgd door Willem de Veroveraar
- Noorwegen - Harald III opgevolgd door zijn zoon Magnus II
- Vendôme - Fulk opgevolgd door zijn zoon Burchard III onder voogdij van diens neef Gwijde van Nouatre

## Geboren
- 22 februari - Lý Nhân Tông, keizer van Vietnam (1072-1127)
- Hendrik van Bourgondië, graaf van Portugal (1096-1112)

## Overleden
- 4 januari - Eduard de Belijder (~61), koning van Engeland (1042-1066)
- 1 juni - Koenraad van Pfullingen, aartsbisschop van Trier (1066)
- 30 juni - Theobaldus van Provins (~32), Frans monnik en heilige
- 25 september - Harald III (~51), koning van Noorwegen (1047-1066)
- 25 september - Tostig Godwinson, earl van Northumbria
- 14 oktober - Harold II (~46), koning van Engeland (1066)
- 21 november - Fulk, graaf van Vendôme (1028-1032, 1056-1066)
- 11 december - Conan II (~36), hertog van Bretagne (1040-1066)
- Ansverus, Duits abt
- Ariald van Como, Italiaans kerkhervormer en martelaar
- Stenkil, koning van Zweden (ca. 1060-1066)
- Elisabeth van Kiev, echtgenote van Harald III van Noorwegen (jaartal bij benadering)